# زویکووتس
زویکووتس (به لاتین: Zvíkovec) یک منطقهٔ مسکونی در جمهوری چک است که در شهرستان روکیتسانی واقع شده‌است. زویکووتس ۳٫۹۹ کیلومتر مربع مساحت و ۱۸۲ نفر جمعیت دارد و ۳۲۳ متر بالاتر از سطح دریا واقع شده‌است.